# Mechanitis narcèa
Mechanitis narcèa är en fjärilsart som beskrevs av Moreira 1881. Mechanitis narcèa ingår i släktet Mechanitis och familjen praktfjärilar. Inga underarter finns listade i Catalogue of Life.